# Erény
Az erény olyan magatartásban mutatkozik meg, amikor az embernek módja és hajlama van a bűnre, de mégsem vétkezik. Az erényes ember az extremitások között általában az arany középutat választja (pl. nem igénytelen és nem akar dúsgazdaggá válni). 

## Erények

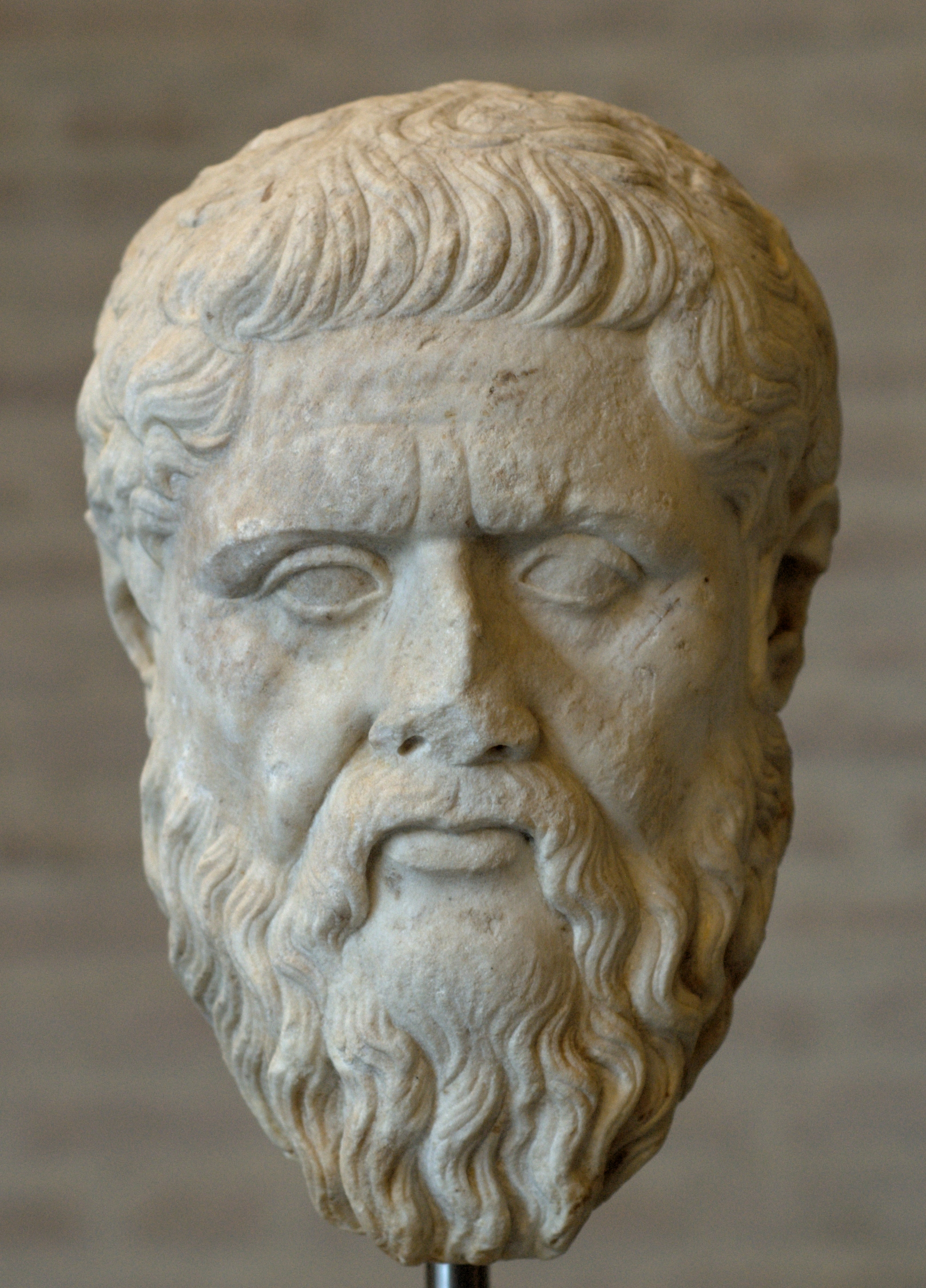
Platón

Az erények azonosítása Platón nevéhez fűződik, aki az Állam című és további műveiben a jó és rossz ideája közötti különbségeket az emberi választható magatartások közötti különbségek szintjére vetítette le. Platón szerint az erények azáltal fejlődnek ki, hogy az embernek megszokásává válik a jócselekedet. Szerinte nem azért cselekszik valaki egy adott helyzetben jót, mert erényes, hanem azért erényes valaki, mert folyamatosan, megszokásként jót cselekszik minden helyzetben. Ez Platón szerint a léleknek a legfőbb jó, és meglátása szerint nem is lehet valaki igazán boldog, és egészséges lelkületű, ha nem az erényeket táplálja élete során.
Platón négy sarkalatos erényt definiált, ezek az erkölcsi erények:
- Igazságosság;
- Mértékletesség;
- Bátorság;
- Bölcsesség.

Platón és több más filozófus szerint a bátorság a legfőbb erény, mert ez teszi lehetővé a többi erény tanúsítását, amikor azokra szükség van. Szintén Platón artikulálta először (az Állam című művében), hogy a hivatások között a politikában van a legnagyobb szükség az erényességre, mert az erénytelenség a politikában képes a legtöbb kárt okozni. Minden hivatást meghatároz egy képesség, amivel adott esetben vissza is lehet élni. A politikus úgy tud a legtöbbet ártani, és Platón szerint úgy tud a legjobban visszaélni a helyzetével, ha a rá bízott hatalom birtokában nem erényes. Ezzel veszélyessé válik a társadalomra. Ezért Platón szerint "addig nem lesz vége a nép szenvedéseinek, amíg nem a bölcsek uralkodnak. Életében szerette volna az erényeket meghonosítani a politikában, és az általa alapított Akadémia nevű első felsőfokú intézményben a geometriai, matematikai és természettudományos ismereteken túl etikai és erkölcsi ismereteket oktatott társaival annak reményében, hogy az erénytelen harminc zsarnok uralmát egy erényes elittel váltsa fel. "Elterjedt mondása szerint: "A jó emberek politika-kerülésének az az ára, hogy náluk hitványabbak uralkodnak felettük." 
A teológiai erények (isteni erények) közé tartozik például:
- Hit;
- Remény;
- Szeretet.

Számos további osztályozás megadható más erények meghatározásához is. Platón tanítványa, Arisztotelész például értelmi és etikai erényeket különböztetett meg (részletesen lásd: Arisztotelész etikája, Nikomakhoszi Etika). Arisztotelész szerint az erények gyakorlással megszerezhető készségek, tetteink belőlük fakadnak. Segítségükkel az ember uralkodhat szenvedélyein és ösztönein, alárendelheti őket az arany középútnak, amelyet az értelem diktál, és így elérheti a boldogságot. 
Aquinói Szent Tamás szerint (Summa Theologiae) a boldogsághoz vezető utat jelenti az erényes élet, amely a jó tudatos és vállalt cselekvése. Szerinte a boldogság keresése és az erényes élet között szerves összefüggés van: az ember úgy tud közelíteni legjobban a végső cél felé, ha megtanulja, az erényes cselekvésben, szabadon és következetesen tenni a jót. Az erények alkalmassá tesznek minket arra, hogy tartósan helyes cselekedeteket vigyünk véghez.